# Bisbat d'Aquisgrà

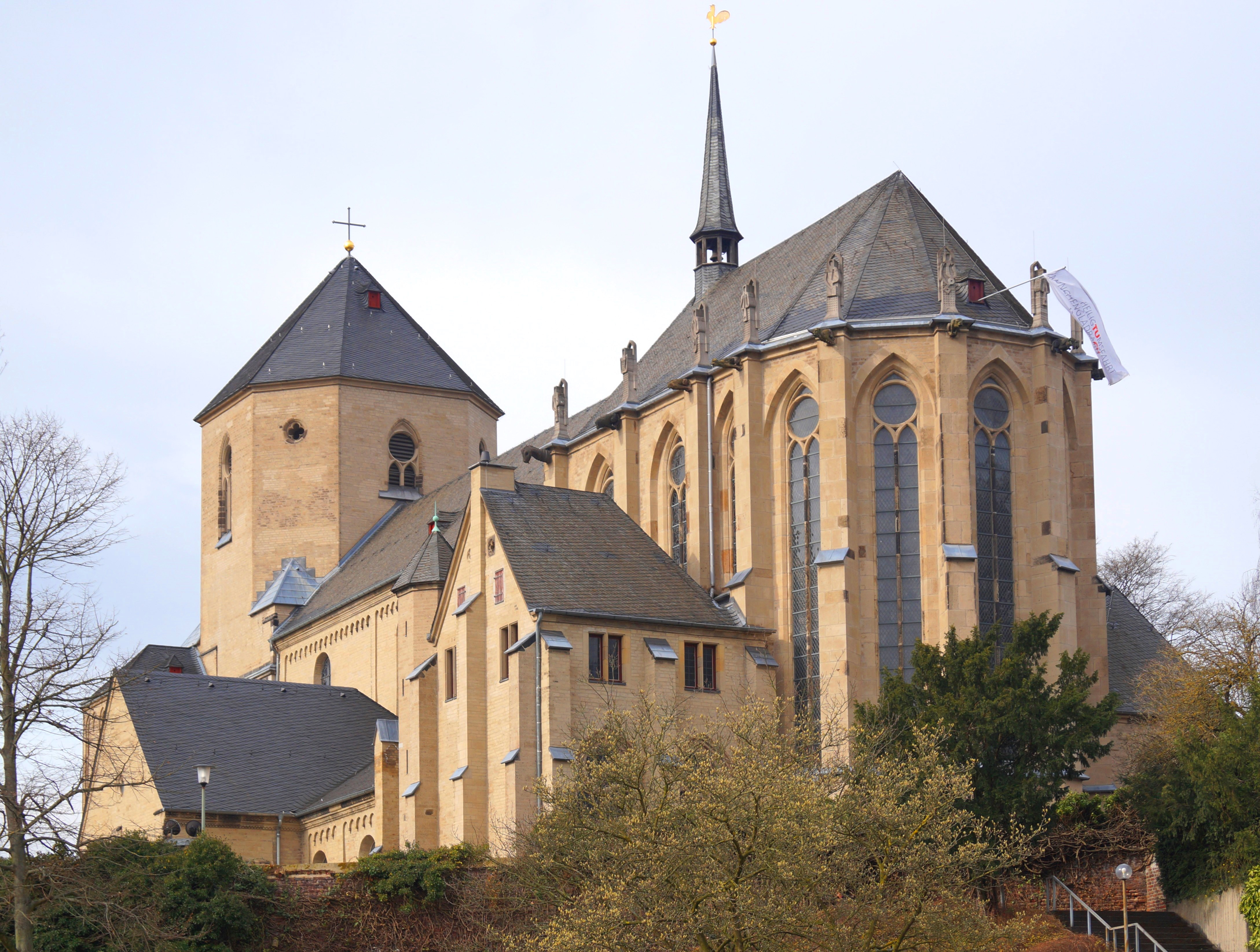
La Mönchengladbacher Münster St. Vitus.

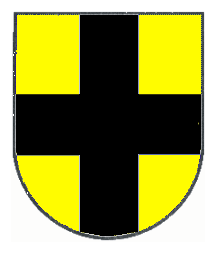
Escut de la diòcesi

El bisbat d'Aquigrà (alemany:  Bistum Aachen, llatí: Dioecesis Aquisgranensis) és una seu de l'Església Catòlica a Alemanya, sufragània de l'arquebisbat de Colònia. Al 2016 tenia 1.077.000 batejats sobre una població de 1.981.607 habitants. Actualment està regida pel bisbe Helmut Dieser.

## Territori
La diòcesi comprèn la part occidental del Rin del Nord - Westfàlia, a la frontera amb els Països Baixos i Bèlgica. Limita al nord amb la diòcesi de Münster i d'Essen, a l'est amb l'arquebisbat de Colònia, i a l'est i al sud amb la diòcesi de Trèveris; i a l'oest amb la diòcesi belga de Lieja i l'holandesa de Roermond.
La seu episcopal és la ciutat d'Aquisgrà, on es troba la catedral de Santa Maria Assumpta. Al territori diocesà també hi ha dues basíliques menors més: la basílica de Sant Potentí, Fèlix i Simplici alKloster Steinfeld di Kall-Steinfeld ; i la basílica de Sant Vito al Mönchengladbacher Münster a Mönchengladbach.
El territori s'estén sobre 3.937 km², i està dividit en 329 parròquies, agrupades en 8 regions pastorals: Krefeld, Viersen-Kempen, Mönchengladbach, Heinsberg, Düren, Aquisgrà ciutat i Aquisgrà regió, Eifel.

## Història
D'acord amb el concordat francès de 1801, Aquisgrà es va convertir en seu episcopal, sufragània de l'arxidiòcesi de Malines el 29 de novembre de 1801, a causa de la butlla Qui Christi Domini del Papa Pius VII.
La nova diòcesi incloïa els dos departaments francesos, ja no existents avui en dia, de Roer i del Rin i Mosel·la, a la riba esquerra del Rin, i es componia de 79 parròquies de primera classe i 754 de segona classe. El territori es va obtenir principalment de l'arxidiòcesi de Colònia, a la qual es van unir algunes porcions menors de les diòcesis de Lieja, d'Utrecht, de Roermond i de Magúncia. El 1808 el territori diocesà va ser engrandit per la ciutat de Wesel i el seu territori situat a la riba dreta del Rin.
El primer i únic bisbe va ser Marc Antoine Berdolet (13 de setembre de 1740 - 13 d'agost de 1809), nomenat per Napoleó i confirmat per la Santa Seu el 30 de maig de 1802; la majoria de les vegades, va deixar el govern de la diòcesi al seu vicari general, Martin Wilhelm Fonck. Després de la mort del bisbe Berdolet, Denis François Le Camus, vicari general de la diòcesi de Meaux, va ser designat per succeir-lo, però mai va obtenir la institució canònica de Roma; es va limitar a administrar la diòcesi fins a la seva mort el 1814; més tard, la seu es regí pels dos vicaris generals Fonck i Klinkenberg.
La butlla De salute animarum de Pius VII, de 16 de juliol 1821, que les qüestions relatives a l'Església en el territori de Prússia, va suprimir la diòcesi d'Aquisgrà, vacant des de feia algun temps, i es va traslladar la major part del seu territori a l'arxidiòcesi de Colònia i la part romanent a les diòcesis de Trier i Münster; aquestes decisions es van fer efectives només amb el nomenament de l'arquebisbe de Colònia Ferdinand August von Spiegel en 1824. El capítol de la catedral es va transformar en un capítol col·legial format per un prebost i sis canonges.
Després del concordat amb Prússia de 1929, la diòcesi es va restablir 13 d'agost, el 1930 amb la butlla Pastoralis officii nostri del Papa Pius XI, el territori desmembrat de l'arxidiòcesi de Colònia, de qui s'havia convertit en sufragània; a la nova diòcesi s'annexà també la parròquia de Hinsbeck, separada de la diòcesi de Münster.

## Cronologia episcopal
- Marc-Antoine Berdolet † (30 de maig de 1802 - 13 d'agost de 1809 mort)
  - Sede vacante (1809-1821)
  - Seu suprimida (1821-1930)
- Joseph Vogt † (30 de gener de 1931 - 5 d'octubre de 1937 mort)
  - Sede vacante (1937-1943)
- Johannes Joseph van der Velden † (7 de setembre de 1943 - 19 de maig de 1954 mort)
- Johannes Pohlschneider † (30 d'agost de 1954 - 13 de desembre de 1974 jubilat)
- Klaus Hemmerle † (9 de setembre de 1975 - 23 de gener de 1994 mort)
- Heinrich Mussinghoff (12 de desembre de 1994 - 8 de desembre de 2015 jubilat)
- Helmut Dieser, des del 23 de setembre de 2016

## Estadístiques
A finals del 2016, la diòcesi tenia 1.077.000 batejats sobre una població de 1.981.607 persones, equivalent al 54,4% del total.
| any  | població  | població  | població | sacerdots | sacerdots       | sacerdots       | sacerdots             | diaques | religiosos | religiosos | parròquies |
| ---- | --------- | --------- | -------- | --------- | --------------- | --------------- | --------------------- | ------- | ---------- | ---------- | ---------- |
| any  | batejats  | total     | %        | total     | clergat secular | clergat regular | batejats por sacerdot | diaques | homes      | dones      |            |
| 1949 | 1.185.521 | 1.334.664 | 88,8     | 1.175     | 947             | 228             | 1.008                 |         | 263        | 3.125      | 519        |
| 1959 | 1.658.898 | 1.337.115 | 124,1    | 1.363     | 970             | 393             | 1.217                 |         | 622        | 4.193      | 532        |
| 1970 | 1.486.613 | 1.902.480 | 78,1     | 1.424     | 1.026           | 398             | 1.043                 |         | 580        | 3.658      | 488        |
| 1980 | 1.445.000 | 1.850.000 | 78,1     | 1.122     | 813             | 309             | 1.287                 | 11      | 433        | 2.622      | 538        |
| 1990 | 1.299.000 | 1.858.000 | 69,9     | 927       | 697             | 230             | 1.401                 | 48      | 345        | 1.891      | 538        |
| 1999 | 1.242.500 | 2.008.000 | 61,9     | 785       | 608             | 177             | 1.582                 | 56      | 239        | 1.331      | 539        |
| 2000 | 1.232.300 | 2.012.000 | 61,2     | 766       | 590             | 176             | 1.608                 | 62      | 238        | 1.305      | 539        |
| 2001 | 1.222.148 | 2.016.000 | 60,6     | 754       | 579             | 175             | 1.620                 | 57      | 226        | 1.200      | 541        |
| 2002 | 1.214.451 | 2.025.000 | 60,0     | 728       | 578             | 150             | 1.668                 | 58      | 197        | 1.148      | 540        |
| 2003 | 1.207.487 | 2.035.000 | 59,3     | 691       | 555             | 136             | 1.747                 | 56      | 187        | 1.102      | 538        |
| 2004 | 1.200.375 | 2.041.454 | 58,8     | 670       | 535             | 135             | 1.791                 | 62      | 182        | 1.082      | 538        |
| 2006 | 1.178.884 | 2.054.108 | 57,4     | 635       | 509             | 126             | 1.856                 | 65      | 174        | 1.006      | 531        |
| 2011 | 1.122.038 | 2.033.762 | 55,2     | 548       | 443             | 105             | 2.047                 | 80      | 147        | 782        | 374        |
| 2012 | 1.110.948 | 2.028.699 | 54,8     | 542       | 436             | 106             | 2.049                 | 82      | 141        | 766        | 371        |
| 2015 | 1.091.000 | 2.032.000 | 53,7     | 486       | 402             | 84              | 2.244                 | 80      | 114        | 685        | 330        |
| 2016 | 1.077.000 | 1.981.667 | 54,4     | 484       | 394             | 90              | 2.225                 | 83      | 124        | 678        | 329        |

## Note
1. ↑  AAS 21 (1929), pp. 521-543.
2. ↑  Dati dall'Annuario Pontificio 2017 cartaceo